# Fullerton (Dakota del Nord)
Fullerton és una població dels Estats Units a l'estat de Dakota del Nord. Segons el cens del 2000 tenia 85 habitants.

## Demografia
Segons el cens del 2000, Fullerton tenia 85 habitants, 36 habitatges, i 20 famílies. La densitat de població era de 91,2 hab./km².
Dels 36 habitatges en un 33,3% hi vivien nens de menys de 18 anys, en un 44,4% hi vivien parelles casades, en un 5,6% dones solteres, i en un 44,4% no eren unitats familiars. En el 41,7% dels habitatges hi vivien persones soles el 27,8% de les quals corresponia a persones de 65 anys o més que vivien soles. El nombre mitjà de persones vivint en cada habitatge era de 2,36 i el nombre mitjà de persones que vivien en cada família era de 3,4.
Per edats la població es repartia de la següent manera: un 35,3% tenia menys de 18 anys, un 7,1% entre 18 i 24, un 23,5% entre 25 i 44, un 17,6% de 45 a 60 i un 16,5% 65 anys o més.
L'edat mediana era de 31 anys. Per cada 100 dones de 18 o més anys hi havia 103,7 homes.
La renda mediana per habitatge era de 33.958 $ i la renda mediana per família de 34.583 $. Els homes tenien una renda mediana de 26.250 $ mentre que les dones 15.000 $. La renda per capita de la població era de 13.222 $. Entorn del 5% de les famílies i el 22,4% de la població estaven per davall del llindar de pobresa.

## Poblacions més properes
El següent diagrama mostra les poblacions més properes.